# ارتم چلیادین
ارتم چلیادین (اوکراینی: Артем Геннадійович Челядін؛ زادهٔ ۲۹ دسامبر ۱۹۹۹) بازیکن فوتبال اهل اوکراین است.
از باشگاه‌هایی که در آن بازی کرده‌است می‌توان به باشگاه فوتبال فورسکلا پولتاوا اشاره کرد.